# Jōdo-ji (Onomichi)
Pour les articles homonymes, voir Jōdo-ji.
Jōdo-ji (浄土寺) est un temple bouddhiste de l'école Shingon situé dans la ville de Onomichi, préfecture de Hiroshima au Japon. Ce temple est le neuvième des trente-trois temples du pèlerinage de Chūgoku Kannon car il abrite une statue de Kannon aux onze visages.
Le complexe a été construit vers l'époque de Kamakura. Il dispose de deux structures considérées trésor national : le hondō ou temple principal construit en 1327 et la pagode taho-tō, construite en 1328. Il possède également plusieurs biens culturels importants comme le amida-tō, construit en 1345.
En 2015, le temple est désigné Japan Heritage. 

## Galerie d'images

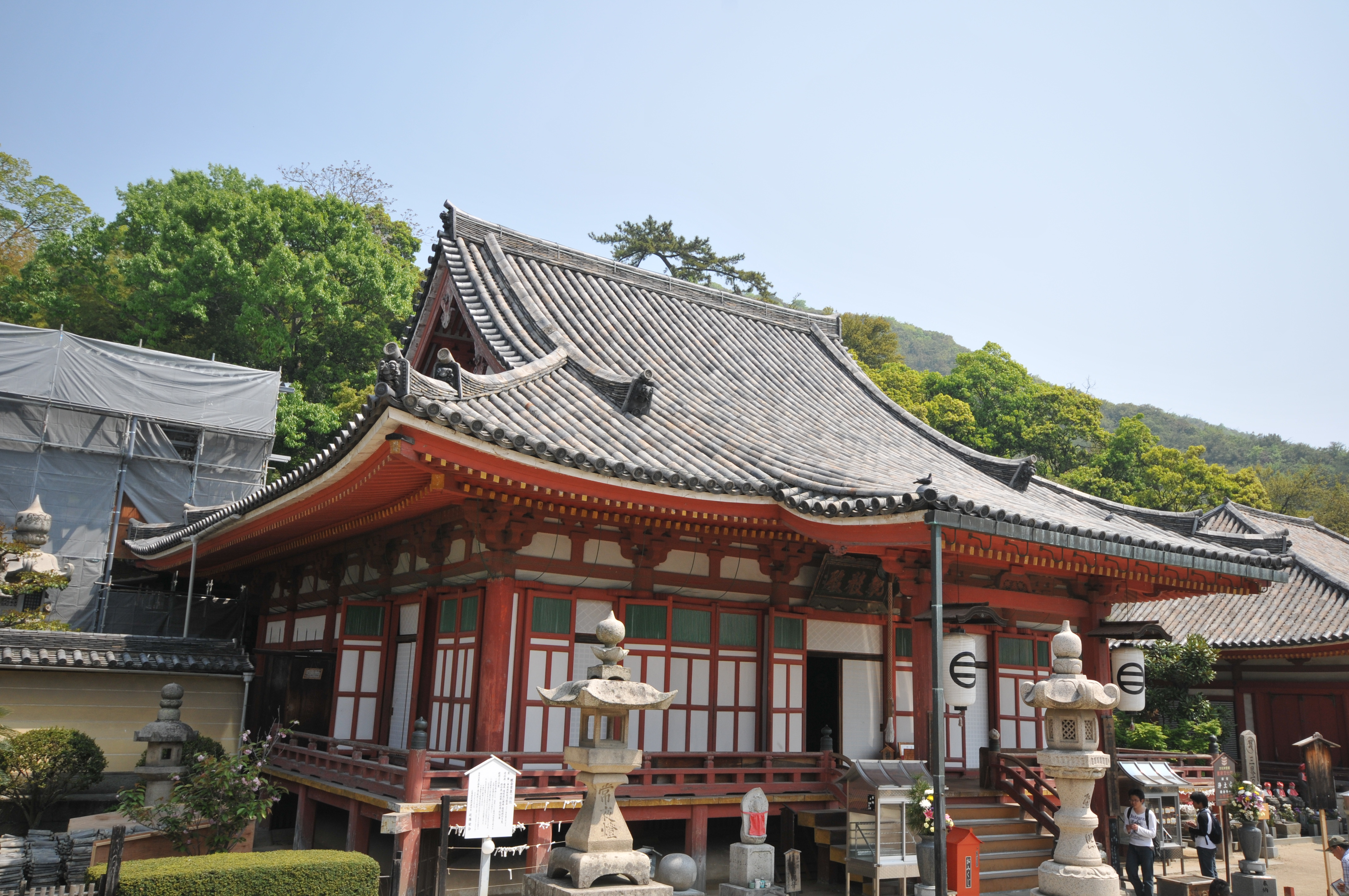
Temple principal (trésor national).
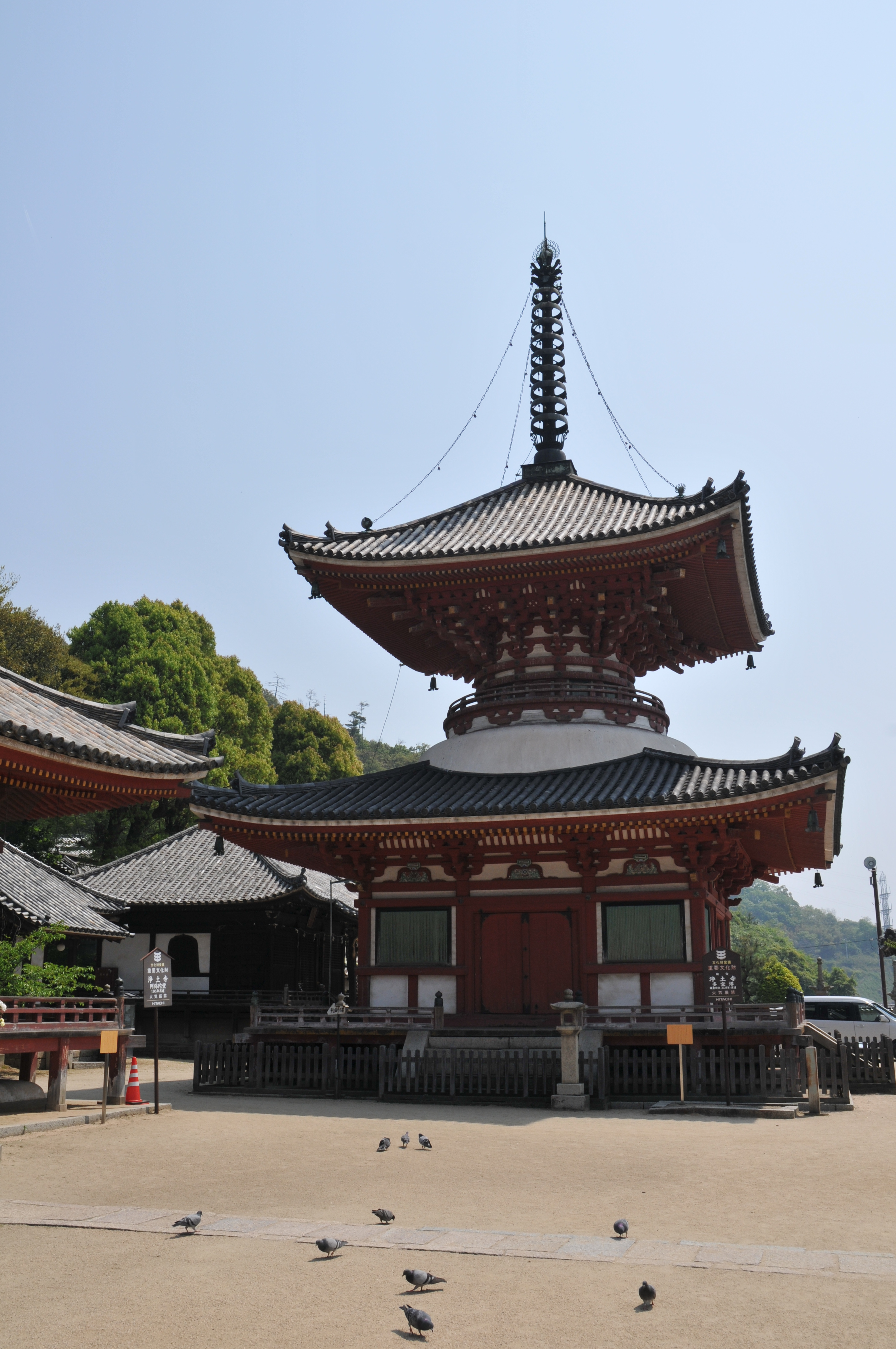
Taho-tō (trésor national).